# Антоніо Тарсія
Антоніо Тарсія (італ. Antonio Tarsia 1663, Венеція — 1739) — італійський скульптор, представник пізнього бароко.

## Маловідома біографія
Залишається майстром з маловідомою біографією. За припущеннями народився у Венеції близько 1663 року. Довгий час працював у місті по замовленням релігійних громад. Приймав замовлення на створення різних вівтарів та великих скульптур святих для оздоблення фасадів сакральних споруд. Твори майстра зберігалися в церквах Сан Джорджо Маджоре, Сан Стае, Сан Віталє. Брав замовлення на створення садово-паркової скульптури, працював для заміської вілли родини Джованеллі, на віллі Новента Падована, на віллі Контаріні.
Помер 1739 року.

## Вибрані твори

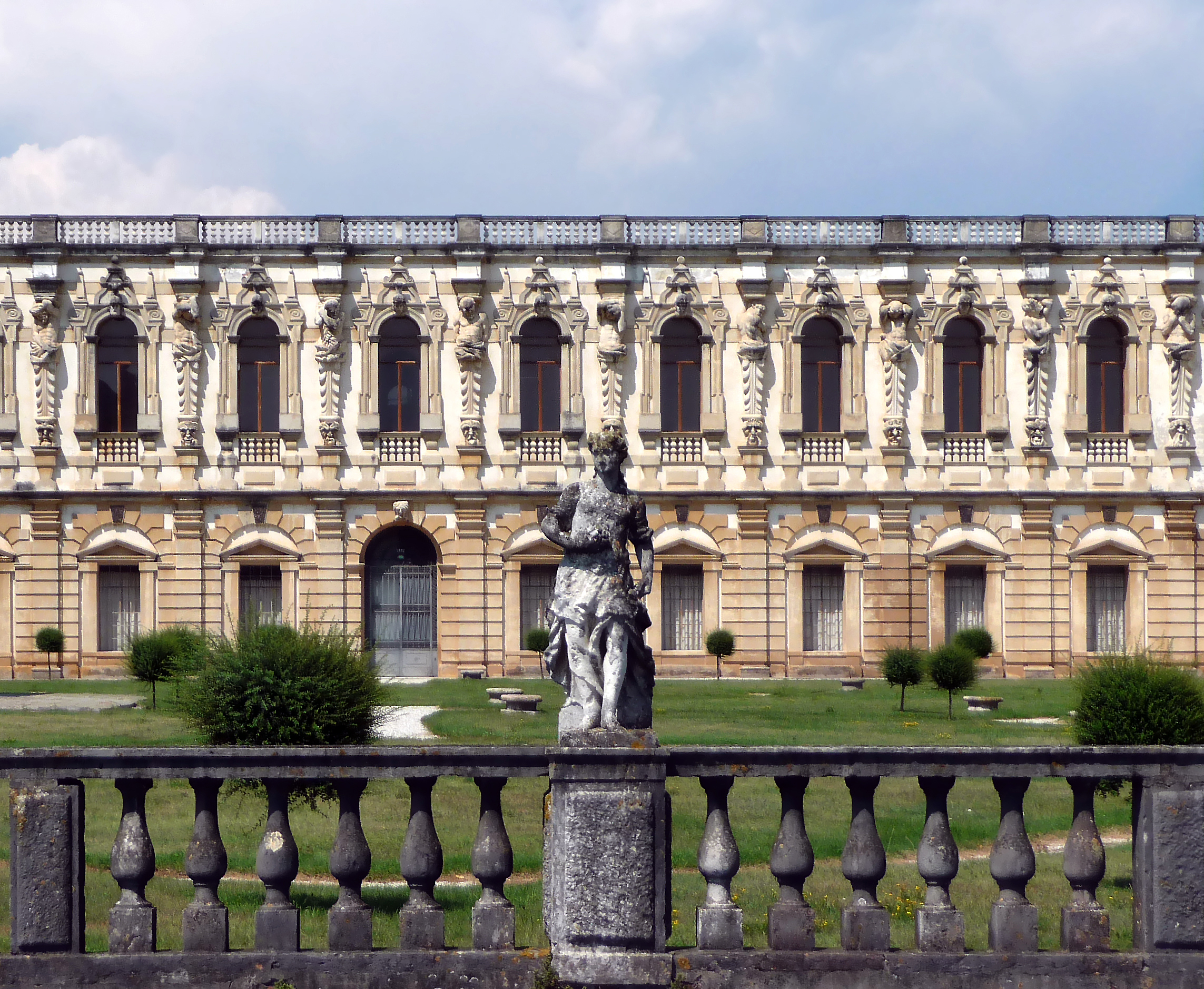
Вілла Контаріні, провінція Падуя.

- «Алегорія Юності із мавпою»
- «Немезіда»
- «Фатум», три перші — Літній сад (Санкт-Петербург)
- «Юпітер», Державний Ермітаж
- «Іола», Царське Село (музей-заповідник)[2]
- «Юнона», Національний художній музей Республіки Білорусь, Мінськ
- «Марс», Історико-художній музей (Серпухов)
- «Діана», Історико-художній музей (Серпухов)

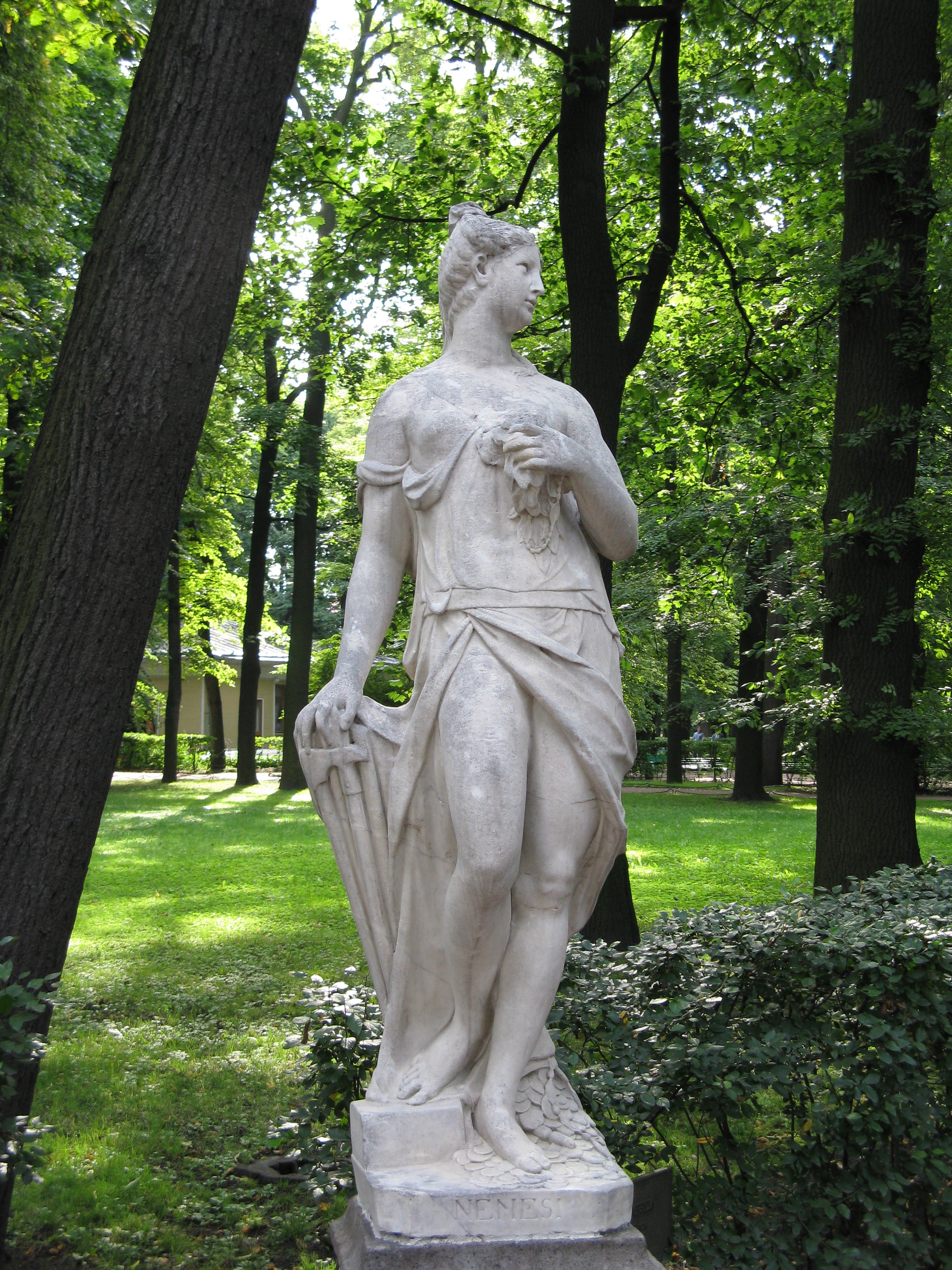
«Немезіда», Літній сад (Санкт-Петербург)
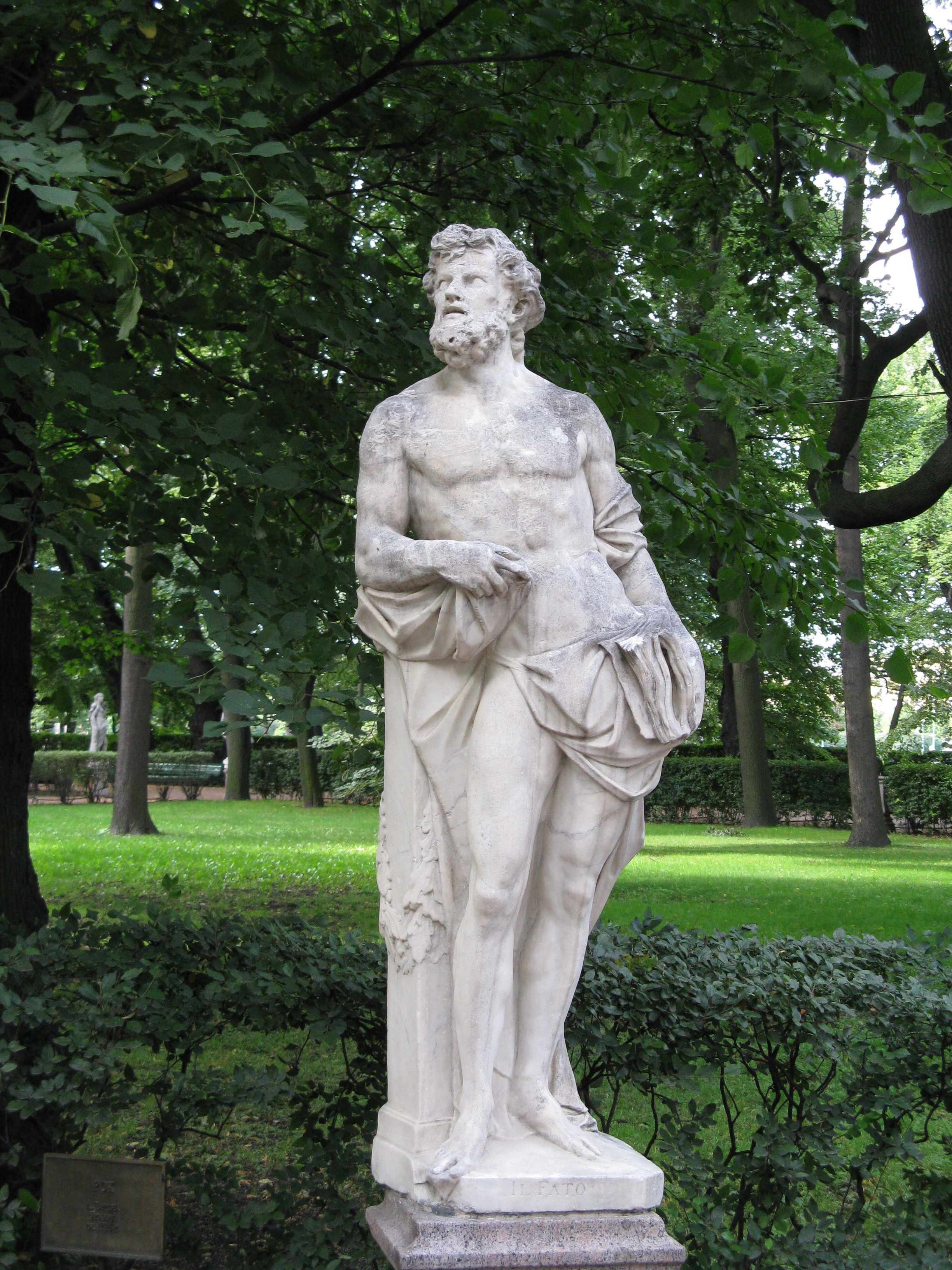
«Фатум», Літній сад (Санкт-Петербург)
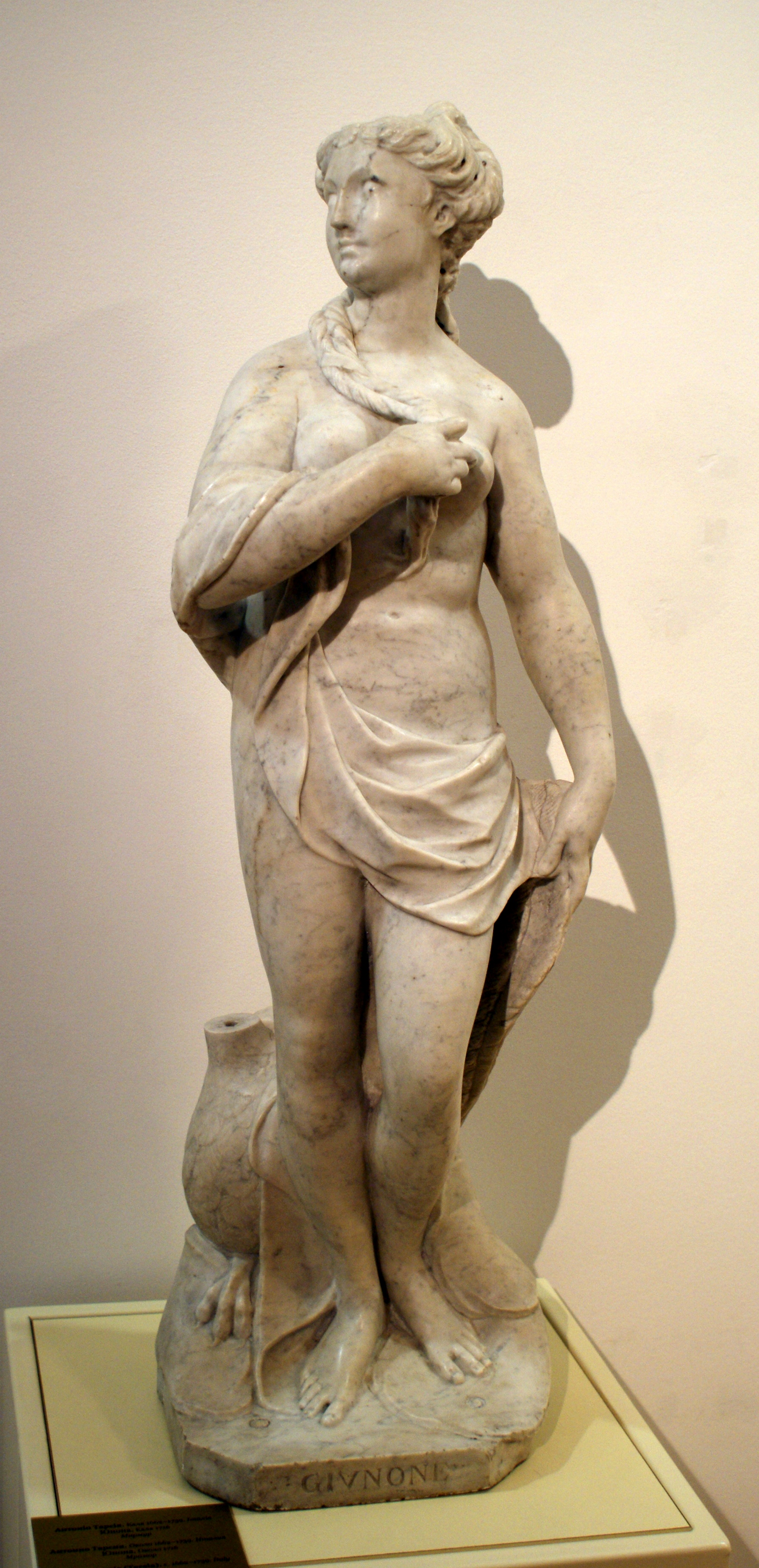
«Юнона», бл. 1716 р. Мінськ, Національний художній музей Республіки Білорусь